# آن توركيل
آن توركيل (بالإنجليزية: Ann Turkel)‏ هي عارضة وممثلة أمريكية، ولدت في 16 يوليو 1946 بنيويورك في الولايات المتحدة.

## أعمال

### أفلام
- (1976) ذا كساندرا كروسينغ
- (2006) ديجا فو[3]

## وصلات خارجية
- آن توركيل على موقع IMDb (الإنجليزية)
- آن توركيل على موقع أول موفي (الإنجليزية)
- آن توركيل على موقع قاعدة بيانات الأفلام السويدية (السويدية)
- آن توركيل على موقع إن إن دي بي (الإنجليزية)
- آن توركيل على موقع قاعدة بيانات الفيلم (الإنجليزية)
- آن توركيل على موقع كينوبويسك (الروسية)